# Cybaeus kawabensis
Cybaeus kawabensis is een spinnensoort in de taxonomische indeling van de waterspinnen (Cybaeidae).
Het dier behoort tot het geslacht Cybaeus. De wetenschappelijke naam van de soort werd voor het eerst geldig gepubliceerd in 2002 door Irie & Ono.